# 笑顔の明日
「笑顔の明日」（えがおのあした）は、厚生労働省の肝炎総合対策推進国民運動事業「知って、肝炎プロジェクト」のオリジナルテーマソングとして2016年に制作・発表された楽曲。
本曲はゆったり口ずさみやすい曲調で、総勢40名の参加アーティストたちが 順に1フレーズずつ歌い継いでゆく構成になっており、最後のサビで「静かで穏やかな 瞬間がある 大切さ そして これからは（も） 大丈夫」というコーラスが繰り返される。

## 制作経緯
2011年から始まった厚生労働省の「知って、肝炎プロジェクト」は、5周年にあたりテーマソング制作を企画していた。そんな折、同プロジェクト特別参与の杉良太郎が小室哲哉にプロジェクトの話をしたところ、以前C型肝炎に罹患し完治した小室は自分も参加したいと申し出て、楽曲制作を快諾した。小室はまずポップス調の曲を制作したが、杉から「歌手ではないメンバーもみんなで歌える楽曲を」と提案を受け、小室もなるほどと思い 改めて2曲目として制作したのが本曲である。2ヶ月にわたる制作期間中、杉は最後まで丁寧に指示を出し、小室は「（杉さんが）真摯に取り組んでくださったので、本当に良かったです」「改めて楽曲制作の難しさを知りました」と振り返っている。
スタジオでの歌入れに関しては、小室は「ワンフレーズのためにスタジオまで出掛けて、覚えてヘッドホンをして…。普通これだけのプロの方たちはやりませんよ」と参加アーティストたちに感謝を示し、「こんな（豪華なコラボは）21世紀に入って、初めてだったんじゃないかな。日本版『We Are The World』のレベル」と出来栄えに自信を見せた。
ミュージックビデオは2016年7月26日に公開された。

## 参加アーティスト
以下の26組が大使・スペシャルサポーターとして参加し、それぞれミュージックビデオにも出演している。
- 杉良太郎
- 伍代夏子
- 徳光和夫
- 小室哲哉
- 石田純一
- 岩本輝雄
- w-inds.
- 上原多香子
- AKB48

- EXILE
- 小橋建太
- コロッケ
- 島谷ひとみ
- 清水宏保
- 瀬川瑛子
- SOLIDEMO
- 高橋みなみ
- 田辺靖雄

- 豊田陽平
- 夏川りみ
- 仁志敏久
- 平松政次
- 堀内孝雄
- 的場浩司
- 山川豊
- 山本譲二